# Gouvernement Kurti I
République du Kosovo
Haradinaj II Hoti
Le gouvernement Kurti I (en albanais : Qeveria Albin Kurti) est le gouvernement de la république du Kosovo entre le 3 février et le 3 juin 2020, sous la 7e législature de l'Assemblée.

## Historique
Ce gouvernement est dirigé par le nouveau Premier ministre Albin Kurti. Il est constitué et soutenu par une coalition entre Autodétermination (VV), la Ligue démocratique du Kosovo (LDK), la Liste serbe pour le Kosovo (SL) et le Nouveau Parti démocratique (NDS). Ensemble, ils disposent de 68 députés sur 120, soit 56,7 % des sièges de l'Assemblée.
Il est formé à la suite des élections législatives anticipées du 6 octobre 2019.
Il succède donc au second gouvernement de Ramush Haradinaj, constitué et soutenu par une coalition entre le Parti démocratique du Kosovo (PDK), l'Alliance pour l'avenir du Kosovo (AAK), l'Initiative sociale-démocrate (NISMA), l'Alliance pour un nouveau Kosovo (AKR) et la Liste serbe.

### Formation
À la suite des élections législatives de 2019, où le parti Autodétermination arrive en tête, Albin Kurti est chargé de former un gouvernement par le président Hashim Thaçi. Un accord de gouvernement est conclu avec la Ligue démocratique du Kosovo et Kurti devient Premier ministre le 3 février 2020.

### Succession
Le 25 mars suivant, en pleine pandémie de coronavirus, le gouvernement est renversé par une motion de censure déposée par la LDK, qui fait partie de la coalition gouvernementale. La motion de censure a été déposée après le limogeage d'un ministre de la LDK par Albin Kurti pour avoir soutenu la proposition de la mise en place de l'état d'urgence par le président Thaçi. L'alliée d'Autodétermination au sein du gouvernement reproche en effet à Albin Kurti le limogeage de l'un de ses ministres pour avoir soutenu la proposition de mise en place de l'état d'urgence du président Thaçi, dont les pouvoirs auraient été augmentés durant cette période. Selon le Premier ministre sortant, qui bénéficiait pourtant d'une cote de popularité de 65 %, ce retournement d'alliance aurait pour réelle cause les pressions exercée par les États-Unis mécontents de sa politique envers le voisin serbe,. Trois membres de la LDK, dont Vjosa Osmani s'opposent à la motion, qui est adoptée par 82 voix sur les 115 députés présents, conduisant à la mise en place d'un gouvernement de gestion des affaires courantes jusqu'à la désignation d'un nouveau Premier ministre. Le gouvernement Kurti assure ainsi l'intérim à partir du 26 mars jusqu'à la prise de fonction de Avdullah Hoti le 3 juin 2020.

## Composition
| Posyte                                                                                                   | Titulaire | Titulaire                           | Parti |
| --- | --------- | ----------------------------------- | ----- |
| Premier ministre                                                                                         |           | Albin Kurti                         | VV    |
| Premier vice-Premier ministre                                                                            |           | Avdullah Hoti (jusqu'au 25/03/2020) | LDK   |
| Vice-Premier ministre                                                                                    |           | Haki Abazi                          | VV    |
| Ministre des Affaires étrangères et de la Diaspora                                                       |           | Glauk Konjufca                      | VV    |
| Ministre de l'Intégration européenne                                                                     |           | Blerim Reka                         | VV    |
| Ministre de la Justice                                                                                   |           | Albulena Haxhiu                     | VV    |
| Ministre de l'Éducation, de la Science, de la Technologie et de l'Innovation                             |           | Hykmete Bajrami                     | LDK   |
| Ministre des Finances et des Transferts                                                                  |           | Besnik Bislimi                      | VV    |
| Ministre de l'Intérieur et de l'Administration publique                                                  |           | Agim Veliu (jusqu'au 18/03/2020)    | LDK   |
| Ministre de l'Intérieur et de l'Administration publique                                                  |           | Xhelal Sveçla (intérim)             | VV    |
| Ministre de l'Économie, de l'Emploi, du Commerce, de l'Industrie, des Entreprises et des Investissements |           | Rozeta Hajdari                      | VV    |
| Ministre de la Défense                                                                                   |           | Anton Quni                          | LDK   |
| Ministre des Infrastructures et de l'Environnement                                                       |           | Lumir Abdixhiku                     | LDK   |
| Ministre de la Santé                                                                                     |           | Arben Vitia                         | VV    |
| Ministre de l'Agriculture, des Forêts et du Développement rural                                          |           | Besian Mustafa                      | LDK   |
| Ministre de la Culture, de la Jeunesse et des Sports                                                     |           | Vlora Dumoshi                       | LDK   |
| Ministre des Collectivités locales                                                                       |           | Emilija Rexhepi                     | NDS   |
| Ministre du Retour et des Communautés                                                                    |           | Dalibor Jevtić                      | SL    |
| Ministre du Développement régional                                                                       |           | Ivan Milojević                      | SL    |